# Skalogram

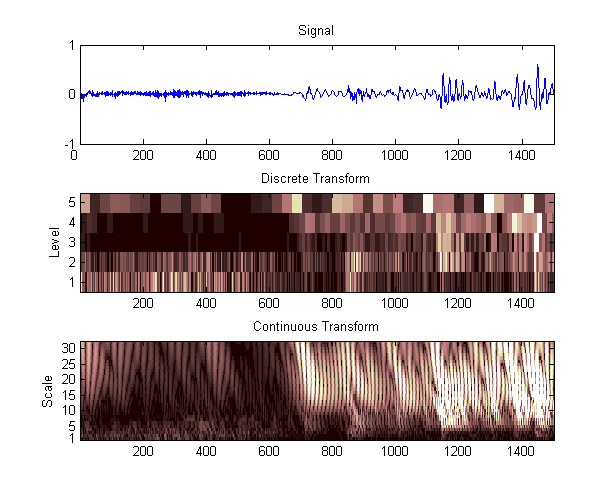
Skalogramy z dyskretnej transformacji falkowej i cągłej transformacji falkowej dla fragmentu zapisu audio.

Skalogram – wizualny sposób wyświetlania transformacji falkowej w cyfrowym przetwarzaniu sygnałów, będący estymatą gęstości energii w przestrzeni czas-skala. Skalogram składa się z trzech osi: oś x oznacza czas, oś y skalę a, zaś oś z wartość współczynnika falki. Najczęściej wartości osi z przedstawiane są poprzez zmianę koloru lub jasności.
Skalogram jest falkowym odpowiednikiem periodogramu.